# Греэн, Мортен
Мортен Греэн (дат. Morten Green; 19 марта 1981, Хёрсхольм, Дания) — датский хоккеист, центральный нападающий. Капитан сборной Дании. В настоящее время является игроком «Рунгстед Сайер Кэпитал», выступающего в Металл лиге.

## Карьера
С 1999 года выступает в чемпионате Швеции. Играл за команды «Лександ», «Троя-Юнгбю» и МОДО. С 2009 года является игроком «Мальме Редхокс».

## Сборная
За национальную сборную выступает с 1999 года. Участник десяти чемпионатов мира. Является капитаном и одним из лидеров своей сборной.